# 粟田鷹守
粟田 鷹守（あわた の たかもり）は、奈良時代から平安時代初期にかけての貴族。官位は従四位下・大蔵卿。

## 経歴
称徳朝の天平神護2年（766年）従五位下に叙爵し、翌神護景雲2年（768年）安房守に任ぜられる。
光仁朝では衛門佐を務める傍ら、宝亀2年（771年）従五位上、宝亀8年（777年）までには正五位下に昇進している。宝亀8年（777年）常陸介。
桓武朝に入り、天応元年（781年）左兵衛佐に任ぜられると、大蔵大輔・主馬頭・民部大輔と桓武朝初頭は京官を歴任する。延暦5年（786年）上野守に遷ると、長門守・肥後守とその後は地方官を歴任している。延暦18年（799年）従四位下・大蔵卿に至る。
平城朝初頭の延暦25年（806年）4月10日卒去。最終官位は散位従四位下。

## 官歴
『六国史』による。
- 時期不詳：正六位上
- 天平神護2年（766年） 11月5日：従五位下
- 神護景雲2年（768年） 2月18日：安房守
- 時期不詳：衛門佐
- 宝亀2年（771年） 閏3月1日：兼因幡守。11月26日：従五位上
- 宝亀3年（772年） 4月20日：兼甲斐守
- 時期不詳：正五位下
- 宝亀8年（777年） 10月13日：常陸介
- 天応元年（781年） 9月5日：左兵衛佐
- 天応2年（782年） 2月7日：大蔵大輔。8月25日：主馬頭
- 延暦4年（785年） 正月15日：民部大輔
- 延暦5年（786年） 8月8日：上野守
- 延暦7年（788年） 3月21日：治部大輔
- 延暦8年（789年） 3月16日：長門守
- 延暦9年（790年） 3月10日：肥後守
- 時期不詳：従四位下
- 延暦18年（799年） 2月20日：大蔵卿
- 延暦25年（806年） 4月10日：卒去（散位従四位下）